# Estación Sargento Aldea
Sargento Aldea es una estación de la línea de Tren Limache-Puerto. Está situada en el sector de Peñablanca de la comuna de Villa Alemana en el Gran Valparaíso, Chile, esta a la altura del paradero 4 1/2 del Camino Troncal.
Antiguamente prestó servicios para el Metro Regional de Valparaíso.